# Скирос
Ски́рос (греч. Σκύρος) — остров в Греции, в Эгейском море, самый крупный и южный из островов архипелага Северные Спорады. Площадь составляет 208,594 квадратного километра, протяженность береговой линии — 136 километров. Административно входит в одноимённую общину (дим) в периферийной единице Эвбее в периферии Центральной Греции. Курорт. Население 2994 жителя по переписи 2011 года.

## География и достопримечательности
Остров расположен почти в самом центре Эгейского моря. До Скироса ходят паромы из городка Кими на острове Эвбее (24 морских мили), а также из Волоса в Фессалии. На Скиросе есть аэропорт, который обслуживает рейсы местных авиалиний.
Северная часть острова покрыта лесом, в том числе лесом покрыта и самая высокая точка острова — гора Олимп (высотой 792 метра). Южная часть острова безлесная и скалистая. Административный центр острова — Скирос. Улицы города застроены домами кубической формы, довольно необычными для Греции. В городе есть три музея. В Муниципальном музее представлен интерьер, характерный для Скироса в прошлом. В Археологическом музее есть экспозиция артефактов минойского периода. В местных лавках продаются изделия из меди, резьба по дереву, керамика и вышивка. Становление и развитие местных ремесел, а также предметы владевших островом византийцев, венецианцев и турок представлены в частном Историческом и фольклорном музее Маноса и Анастасии Фалтайц (Ιστορικό και Λαογραφικό Μουσείο Μάνου και Αναστασίας Φαλτάϊτς). На горе над городом расположен построенный венецианцами замок Кастро. Другими важными достопримечательностями острова являются византийский монастырь Святого Георгия и археологическое селение бронзового века Паламари.
На западе побережье острова находится гавань Линария. Близ Линарии разрабатывается месторождение железной руды. На северо-восток от порта Линария есть пещеры. Их 5—6, и они находятся на расстоянии примерно 18 километров от гавани. Самая большая из них — Пентекали. Диатрипи — это ещё одна пещера с двумя входами.
На острове выращивают виноград, оливки, разводят овец и коз. В водах вокруг острова развито рыболовство. Значительная часть жителей занята обслуживанием туристов.

## История и мифология
Скирос был обитаем со времен каменного века, на что указывают археологические находки в районе горы Кастро.
В микенские времена остров был завоеван долопами. В древнегреческой мифологии Скирос связывали с именем великого эллинского героя Ахилла, которого при дворе царя Ликомеда долгое время скрывала его мать Фетида. Здесь же, как считалось, родился его сын Неоптолем. Другой великий герой, Тесей, погиб на Скиросе, сброшенный со скалы по приказу местного царя Ликомеда, и похоронен на Скиросе.
Во времена расцвета Древней Греции остров был известен своими месторождениями мрамора и темной охры, на острове сохранились следы античных рудников по добыче золота.
Остров переживал расцвет в классическую эпоху. В 475 году до н. э. афинский полководец Кимон завоевал Скирос, продал жителей в рабство, а остров заселил афинскими колонистами. Вот как пишет об этом Плутарх:

Поселились они и на острове Скиросе, который был завоеван Кимоном вот при каких обстоятельствах. Остров населяли долопы. Земледельцы они были плохие, издавна занимались морским разбоем и перестали щадить даже тех чужеземцев, которые приезжали к ним по делам: несколько фессалийских купцов, приставших к Ктесию, были долопами ограблены и брошены в тюрьму. Убежав из тюрьмы, люди эти принесли жалобу на город в союз амфиктионов. Но так как граждане отказались принять возмещение убытков на общественный счет и требовали, чтобы их покрыли те, кто совершил грабеж и владеет награбленным, эти последние испугались и отправили к Кимону письмо, прося его прибыть с флотом и занять город, который они ему сдадут. Захватив таким путём остров, Кимон изгнал долопов и обезопасил Эгейское море. Прослышав, что древний Тесей, сын Эгея, бежавший из Афин на Скирос, был здесь изменнически убит боявшимся его царем Ликомедом, Кимон принялся усердно искать его могилу, тем более что афинянам было дано прорицание оракула, повелевавшее им перевезти в свой город останки Тесея и оказывать ему почести, какие подобают герою, но они не знали, где именно он покоится, а жители Скироса утверждали, что никакой могилы Тесея у них нет, и не позволяли её искать. И все же место погребения с большим трудом, после усердных поисков, было найдено, и, приняв останки на свой корабль и великолепно его разукрасив, Кимон привез прах Тесея на родину по прошествии без малого четырехсот лет после смерти героя. За это народ выказывал Кимону величайшее благоволение.

Скирос стал частью Афинской морской державы. Остров имел важное стратегическое значение для Афин, служил стоянкой для афинского флота по пути в Геллеспонт. Несмотря на поражение Афинской державы в Пелопоннесской войне остров по её итогам и далее по условиям Анталкидова мира остался под прямым управлением Афин. В 322 году до н. э. по результатам Ламийской войны остров был завоеван Македонией. В 196 году до н. э. по результатам второй Македонской войны после полутора столетий македонского господства Скирос был возвращен афинянам, но вскоре, после утраты Афинами независимости, перешёл к римлянам. Римляне добывали на острове мрамор (каменоломни в Пурья, Πουριά). В III веке н. э., во времена правления императора Галлиена остров подвергся жестокому разграблению герулов. Во времена Византийской империи остров был местом ссылки.
После завоевания крестоносцами Константинополя и основания Латинской империи в 1204 году Скирос вошел в домен латинского императора, однако в 1207 году стал владением венецианского аристократа Иеремии Гизи, брата Андреа Гизи, правившего на Тиносе и Миконосе. С середины XV века Скирос стал владением Венеции. Венецианцы построили на острове крепости Палиокастро (Παλαιόκαστρο), Маркеси (Μαρκέσι), Кастро (Κάστρο) и Каламица (Καλαμίτσα). В 1538 году Скирос захватили турки. До 1821 года остров находится под управлением Османской империи. В 1821 году жители острова принимали активное участие в освободительной национально-освободительной революции (1821—1829). В 1829 году вместе с оставшейся частью Спорад остров был освобожден и стал частью Греции.

## Лошади острова Скирос

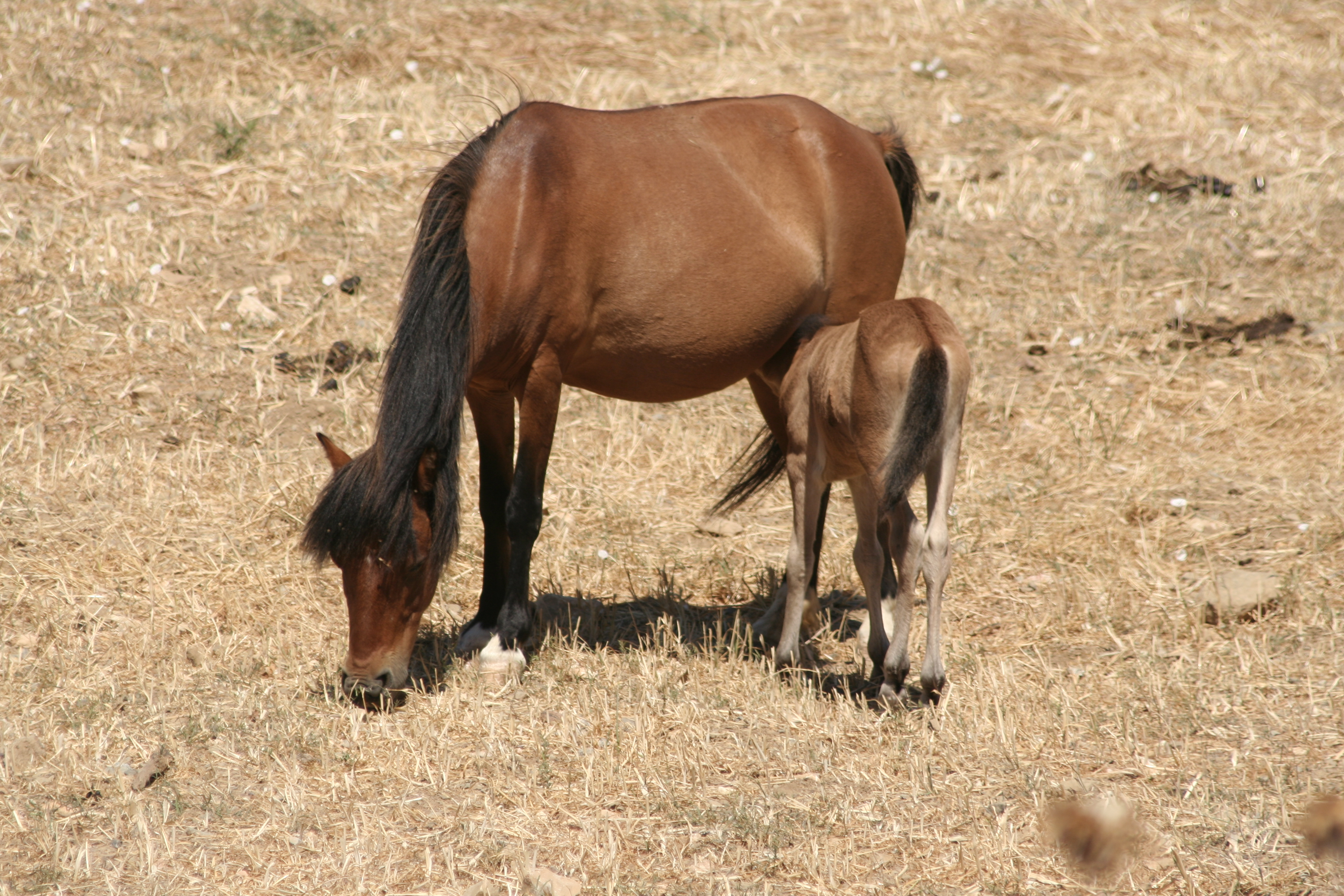
Лошади острова Скирос

На острове распространена уникальная порода лошадей, внешне похожих на пони. По названию острова эта порода называется скирос. Высота скироса до 110 см. Окрас темно-гнедой, гнедой или серый. Это маленькие пони с хорошим костяком, легкие по конституции, с красивой головой, короткой шеей, компактной спиной и слабым крупом. Общая численность их около 150 особей. Нет никаких документальных свидетельств о том, как попали на остров эти лошади. Раньше жили преимущественно полудиким образом в табунах, но сейчас преимущественно находятся в частном владении и используются под седлом и для легкой работы в упряжи.

## Община Скирос

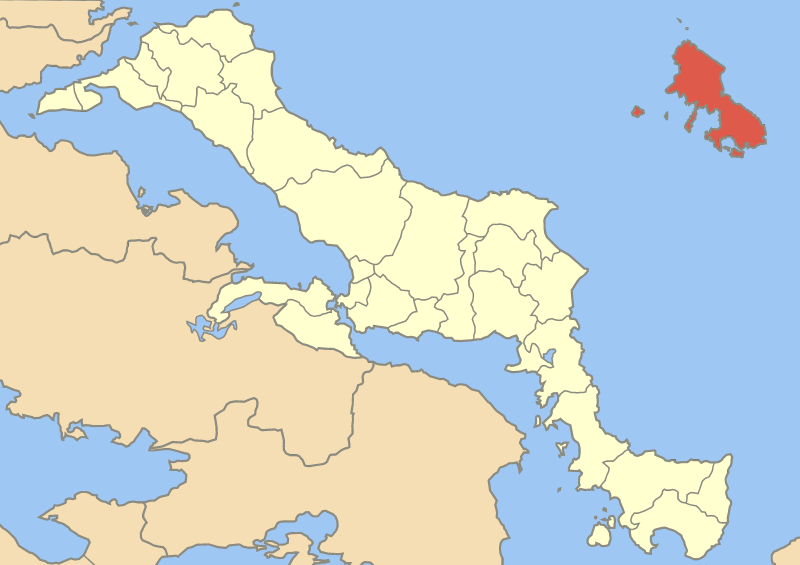
Община Скирос на карте периферийной единицы Эвбеи

Община (дим) Скирос (греч. Δήμος Σκύρου) входит в периферийную единицу Эвбею в периферии Центральной Греции. Население 2994 жителя по переписи 2011 года. Площадь 223,1 квадратного километра. Плотность 13,42 человека на квадратный километр. Административный центр — Скирос. Димархом на местных выборах 2014 года избран Милтос Хадзиянакис (Μίλτος Χατζηγιαννάκης).
В общину входят 15 населённых пунктов и ещё четыре острова.
| Населённый пункт     | Население (2011), человек |
| -------------------- | ------------------------- |
| Аспус                | 107                       |
| Ацица                | 13                        |
| Ахерунес             | 65                        |
| Ахили                | 53                        |
| Каламица             | 43                        |
| Каликри              | 43                        |
| Кира-Панайя          | 0                         |
| Линарья              | 116                       |
| Лутрон               | 28                        |
| Мела                 | 0                         |
| Меса-Подия (остров)  | 0                         |
| Молос                | 618                       |
| Нифи                 | 31                        |
| Пефкос               | 24                        |
| Саракинон (остров)   | 0                         |
| Скиропула (остров)   | 0                         |
| Скирос               | 1657                      |
| Трахи                | 196                       |
| Эксо-Подьес (остров) | 0                         |

## Население
| Год  | Население, человек |
| ---- | ------------------ |
| 1991 | 2931               |
| 2001 | 2711               |
| 2011 | ↗ 2994             |

## Скирос в мировой культуре
Жители Скироса составляли хор в несохранившихся трагедиях Софокла, Еврипида и неизвестного автора с одинаковым названием «Скиросцы/Скирийцы/Скириянки» (точный перевод неясен).
Пребыванию Ахилла на острове Скирос посвящено огромное количество музыкальных произведений. Наиболее значительные из них ранние оперы: «Деидамия» Франческо Кавалли, «Ахилл на Скиросе» Антонио Драги, «Ахилл на Скиросе» Джованни Легренци, «Ахилл на Скиросе» Райнхарда Кайзера «Ахилл и Деидамия» Андре Кампра, «Деидамия» Георга Фридриха Генделя. В 1736 году сюжету дал новую жизнь Пьетро Метастазио; его пьесу «Ахилл на Скиросе» использовало более 30 композиторов, в том числе Антонио Кальдара, Никколо Йоммелли, Джованни Паизиелло (1778 год), Джузеппе Сарти.
На острове происходит действие оперы итальянского композитора Доменико Скарлатти «Тетида на острове Скирос». Арии из этой оперы любила исполнять известная эстрадная певица Анна Герман.
Пребывание на острове Ахилла затронуто в первой песне поэмы Гёте «Ахиллиада».
На острове похоронен талантливый английский поэт Руперт Брук.
В романе Мэри Рено «Бык из моря» на Скиросе происходит заключительная часть событий книги.
У Иосифа Бродского есть стихотворение «По дороге на Скирос».

## Известные уроженцы
- Маврикос, Георгис (род. 1950) — деятель греческого и международного рабочего движения.